# Parasesarma
Parasesarma is een geslacht van kreeftachtigen uit de klasse van de Malacostraca (hogere kreeftachtigen).

## Soorten
- Parasesarma affine (De Haan, 1837)
- Parasesarma africanum (Ortmann, 1894)
- Parasesarma anambas Yeo, Rahayu & Ng, 2004
- Parasesarma asperum (Heller, 1865)
- Parasesarma batavianum (de Man, 1890)
- Parasesarma calypso (de Man, 1895)
- Parasesarma carolinense Rathbun, 1907
- Parasesarma catenatum (Ortmann, 1897)
- Parasesarma charis Rahayu & Ng, 2005
- Parasesarma dumacense (Rathbun, 1914)
- Parasesarma ellenae (Pretzmann, 1968)
- Parasesarma erythodactyla (Hess, 1865)
- Parasesarma exquisitum Dai & Song, 1986
- Parasesarma hartogi Davie & Pabriks, 2010
- Parasesarma jamelense (Rathbun, 1914)
- Parasesarma kuekenthali (de Man, 1902)
- Parasesarma lanchesteri (Tweedie, 1936)
- Parasesarma lenzii] (de Man, 1894)
- Parasesarma lepidum (Tweedie, 1950)
- Parasesarma leptosoma (Hilgendorf, 1869)
- Parasesarma liho Koller, Liu & Schubart, 2010
- Parasesarma luomi Serène, 1982
- Parasesarma melissa (de Man, 1887)
- Parasesarma moluccense (de Man, 1892)
- Parasesarma obliquifrons (Rathbun, 1924)
- Parasesarma palauense Takeda, 1971
- Parasesarma pangauranense (Rathbun, 1914)
- Parasesarma paucitorum Rahayu & Ng, 2008
- Parasesarma persicum Naderloo & Schubart, 2010
- Parasesarma pictum (De Haan, 1835)
- Parasesarma plicatum (Latreille, 1803)
- Parasesarma prashadi (Chopra & Das, 1937)
- Parasesarma raouli Rahayu & Ng, 2008
- Parasesarma rutilimanum (Tweedie, 1936)
- Parasesarma tripectinis (Shen, 1940)
- Parasesarma ungulatum (H. Milne Edwards, 1853)